# Импульсный набор

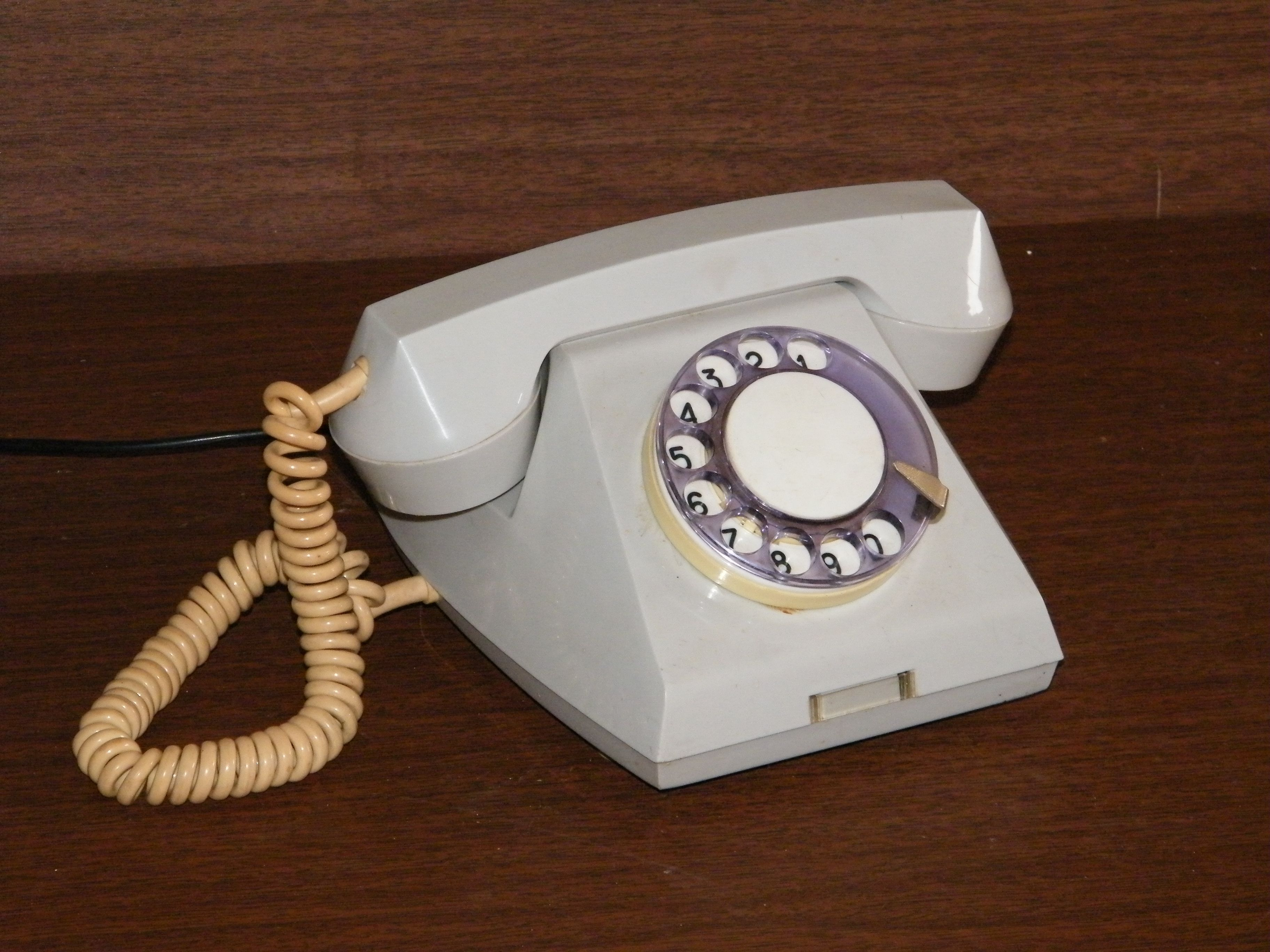
Телефон с дисковым номеронабирателем

Импульсный набор (также распространена калька с английского пульсовый набор) — способ набора телефонного номера, при котором цифры набираемого номера передаются на АТС путём последовательного замыкания и размыкания телефонной линии, количество импульсов соответствует передаваемому числу (при этом цифра «0» передаётся десятью импульсами). Паузы между цифрами кодируются более длительной паузой.
В старых телефонных аппаратах сигнал импульсного набора создавался электромеханическим номеронабирателем: специальным вращающимся диском. В электронных аппаратах сигнал создаётся без использования механических деталей, но для полной совместимости со старыми аппаратами, как правило, используют электромагнитные или твердотельные реле.
Согласно ГОСТ 23595-79, длительность одного импульса должна быть: 39-75мс (разрыв линии)/30-50 мс (последующее замыкание линии). Серия импульсов (соответствующая передаваемой цифре) должна заканчиваться межсерийной паузой (замыканием линии) на время не менее 200 мс. Однако, большинство АТС имеют намного более широкие допуски при приёме сигнала импульсного набора, что делает относительно лёгким даже ручной набор номера, при помощи прерывателя цепи.